# Perdita humilis
Perdita humilis är en biart som beskrevs av Timberlake 1968. Perdita humilis ingår i släktet Perdita och familjen grävbin. Inga underarter finns listade i Catalogue of Life.